# Paolo Nuti
Paolo Nuti (Castelfranco di Sotto, 25 gennaio 1944) è un ex calciatore italiano, di ruolo centravanti.

## Carriera
Crebbe calcisticamente nelle giovanili della Fiorentina e nel 1963 entrò a far parte della rosa dei titolari della prima squadra del club viola. A Firenze rimase tre anni conquistando la Coppa Italia 1965-1966, una Coppa Mitropa e perse una finale di questo torneo 1965.
Nel 1966 venne ceduto al Verona. Il primo anno lo trascorse quasi tutto in infermeria, a causa di un grave infortunio subito nell'incontro perso in trasferta contro l'Arezzo (0-2) nella seconda giornata di campionato, mentre nel secondo fu tra i protagonisti della promozione nella massima serie formando con Gianni Bui un tandem d'attacco di classe e potenza, capace di riportare la società scaligera in serie A dopo la lontana esperienza del 1957-1958
L'esperienza veronese si concluse nel 1969 per divergenze con i vertici societari. Nuti venne così ceduto al Foggia proprio ad un passo dal ritorno nella massima serie che riuscì comunque a riconquistare con la maglia del  Varese dove militò per due anni.
Le successive tappe della sua carriera furono dapprima il Mantova e poi l'Atalanta, dove concluse la sua parabola agonistica abbandonando definitivamente il mondo del calcio per diventare imprenditore nel ramo pelletterie.

## Palmarès

### Club

#### Competizioni nazionali
- Coppa Italia: 1

Fiorentina: 1965-1966

#### Competizioni internazionali
- Coppa Mitropa: 1

Fiorentina: 1966